# Euploca fruticosa
Euploca fruticosa är en strävbladig växtart som först beskrevs av Carl von Linné, och fick sitt nu gällande namn av J.I.M.Melo och Semir. Euploca fruticosa ingår i släktet Euploca och familjen strävbladiga växter. Inga underarter finns listade i Catalogue of Life.